# Зворотня згортка (математичний аналіз)
Зворотня згортка (англ. deconvolution), розгортка — математична операція, зворотна згортці сигналів. Зворотня згортка широко використовується в обробці сигналів, і зображень, а також для інших інженерних і наукових застосувань.
У загальному випадку метою деконволюції є пошук рішення рівняння згортки, заданого у вигляді:
{\displaystyle f*g=h}
Зазвичай {\displaystyle h} — записаний сигнал, а {\displaystyle f} — сигнал, який потрібно відновити, причому відомо, що перший сигнал був отриманий шляхом згортки другого з деяким відомим сигналом {\displaystyle g} (наприклад, з імпульсною характеристикою FIR-фільтра). Якщо сигнал {\displaystyle g} попередньо невідомий, його потрібно оцінити. Зазвичай це робиться за допомогою методів статистичного оцінювання.
Основи аналізу за допомогою зворотньої згортки були закладені Норбертом Вінером з Массачусетського Технологічного Інституту у праці «Екстраполяція, інтерполяція і згладжування стаціонарних часових послідовностей» (англ. «Extrapolation, Interpolation, and Smoothing of Stationary Time Series», 1949). Книга була написана на основі робіт Вінера, виконаних протягом Другої світової війни і першими областями, в яких теорію намагалися використовувати, були прогноз погоди і економіка.